# Јова
Јова или јоха (лат. Alnus sp.) је род Alnus листопадних дрвенастих скривеносеменица из породице бреза (Betulaceae). Обухвата око 35 врста једнодомног дрвећа и жбуња, од којих неколико достиже велику величину, распрострањених широм северног умереног појаса са неколико врста које се протежу у Централној Америци, као и у северним и јужним Андима.

## Опис
Уз неколико изузетака, јове су листопадне, а листови су наизменични, једноставни и назубљени. Цветови су ресе са издуженим мушким ресам на истој биљци као и краће женске ресе, често пре појављивања листова; углавном се опрашују ветром, али их у малој мери посећују и пчеле. Ово дрвеће се разликује од брезе (Betula, други род у породици) по томе што су женске ресе дрвенасте и не распадају се у зрелости, отварајући се и ослобађају семе на сличан начин као код многих четинара.
Највеће врсте су црвена јова (A. rubra) на западној обали Северне Америке и црна јова (A. glutinosa), пореклом из већег дела Европе и широко распрострањена другде, обе достижу преко 30 m (100 ft). Насупрот томе, широко распрострањена Alnus alnobetula (зелена јова) ретко је виши грм од 5-metre-tall (16-foot).

## Екологија
Јова се обично налази у близини потока, река и мочвара. Понекад тамо где је распрострањеност јова посебно изражена, оне се називају јовини гајеви. На пацифичком северозападу Северне Америке, бела јова (Alnus rhombifolia) за разлику од других северозападних јова, има афинитет за топлу, суву климу, где расте дуж водотокова, као што је дуж доњег дела реке Колумбије источно од Каскада и реке Снејк, укључујући и Хелс кањон.
Листови јове, а понекад и ресе користе као храну бројни лептири и мољци.
A. glutinosa и A. viridis су класификовани као еколошки корови на Новом Зеланду. Листови јове, а посебно корени, важни су за екосистем јер обогаћују земљиште азотом и другим хранљивим материјама.

### Фиксација азота и сукцесија шумских врста
Јова је посебно позната по свом важном симбиотском односу са Frankia alni, актиномицетном, филаментозном бактеријом која фиксира азот. Ова бактерија се налази у чворићима корена, који могу бити велики као људска песница, са много малих режњева, и који су светло браон боје. Бактерија апсорбује азот из ваздуха и чини га доступним дрвету. Јова, заузврат, даје бактерији шећере, које производи фотосинтезом. Као резултат овог обострано корисног односа, јова побољшава плодност земљишта на коме расте, а као пионирска врста, помаже да се обезбеди додатни азот за накнадне врсте.
Због свог изобиља, црвена јова испоручује велике количине азота за обогаћивање шумског земљишта. Утврђено је да области црвене јове снабдевају земљиште са између 130 и 320 килограма по хектару (120 до 290 фунти по јутру) годишње. Од Аљаске до Орегона, Alnus viridis subsp. sinuata (A. sinuata, ситка јова или слајд јова), карактеристично је пионирска врста, на шљунковитим локацијама места у подножју глечера који се повлачи. Истраживања показују да ситка јова, жбунастији варијетет јове, додаје азот земљишту просечном стопом од 60 kg/ha (54 lb/acre) годишње, помажући да се стерилни глацијални терен претвори у земљиште које може да подржи четинарске шуме. Јова је уобичајена међу првим врстама које колонизују поремећена подручја од поплава, олуја са ветром, пожара, клизишта, итд. Гајеви јове често служе као природна противпожарна брана, јер су ово широко лишће много мање запаљиво од четинара. Њихово лишће и лисни отпад не носи ватру добро, а њихова танка кора је довољно отпорна да их заштити од лаганих површинских пожара. Поред тога, мала тежина семена јове – 1,5 милиона по килограму или 6.800.000 по фунти – омогућава лако распршивање ветром. Иако првих 25 година прераста обалску дуглазију, веома је нетолерантна на сенку и ретко живи више од 100 година. Црвена јова је највећа јова на северозападу Пацифика и најобимније и комерцијално најважније дрво широког лишћа на приобалном северозападу. Гајеви црвене јове пречника 25 до 50 cm (10 до 20 in (51 cm)) мешају се са младим шумама дуглазијске јеле западно од Каскада, достижући максималну висину од 30 до 33 m (100 до 110 стопа) за око шездесет година, а затим губе енергичност како долази до сржне трулежи. Јова у великој мери помаже у стварању услова погодних за џиновске четинаре који је замењују.
- Alder root nodules
- Читав коренски чвор
- Пресечени коренски чворови

### Паразити
Корене јове паразитира северни шишар.

## Употребе
Ресе неких врста јове имају одређени степен јестивости и могу бити богате протеинима. Наводи да имају горак и непријатан укус, и да су корисне за врхе преживљавања. Дрво одређених врста јове често се користи за димљење разних намирница као што су кафа, лосос и други морски плодови.
Већина шипова који чине темељ Венеције направљена је од стабала јове.
Кора јове садржи антиинфламаторни салицин, који се у телу метаболише у салицилну киселину. Неке културе Индијанаца користе кору црвене јове (Alnus rubra) за третман отровног храста, уједа инсеката и иритација коже. Индијанци Црне ноге традиционално користе инфузију направљену од коре црвене јове за лечење лимфних поремећаја и туберкулозе. Недавне клиничке студије су потврдиле да црвена јова садржи бетулин и лупеол, једињења за која се показано да су ефикасна против различитих тумора.
Унутрашњост коре јове, као и свиласти дрен или виргинијска боровница, неки староседелачки народи Америке користе у смешама за пушење, познатим као киникиник, за побољшање укуса листа медвеђе бобице.
Филм Ермана Олмија Дрво дрвених кломпи (L' Albero Degli Zoccoli, 1978) у свом наслову се односи на јову, која се обично користи за прављење кломпи као у заплету овог филма.
Црвена боја се такође може издвојити из спољашње коре, а жута боја из унутрашње коре.

## Еволуциона историја
Најстарији фосилни полен који се може идентификовати као Alnus је из северне Бохемије, датира из касног палеоцена, пре око 58 милиона година.

## Класификација
Род је подељен у три подрода.
Најпознатије врсте су:
- — андска јова, расте на Андима.[14][15][16][17][18][19][20][21]
- — срцаста (италијанска) јова, расте у Италији.
- — тајванска јова, расте на Тајвану
- — црна јова, расте широм Европе.
- — сива јова, евроазијског распрострањења.
  - ) — аризонска јова, расте у Северној Америци.
  - ) — истачкана јова, расте у Северној Америци.
  - ) — танколиста јова, расте у Северној Америци.
- — јапанска јова, расте у Јапану.
- — мексичка јова, расте у Мексику.
- — источна јова, расте на Кипру, у Малој Азији и Сирији.
- — бела јова, расте у Северној Америци.
- — црвена јова, расте у Северној Америци.
- — брезаста јова, расте у Северној Америци.
- — кавкаска јова, расте у Ирану.
- — приморска јова, расте у Северној Америци.
- — непалска јова, расте у Кини.
- — хималајска јова, расте на Хималајима.
- — зелена јова
  -  — типски облик зелене јове, Евроазија.
  - )— Јапан.
  - ) — Северна Америка.
  - ) — Северна Америка и Сибир.
- Alnus lusitanica Vít, Douda, & Mandák - Шпанија, Португалија, Мароко[22]